# Векерень
Векерень, Векерені (рум. Văcăreni) — комуна у повіті Тулча в Румунії. До складу комуни входить єдине село Векерень.
Комуна розташована на відстані 192 км на північний схід від Бухареста, 50 км на захід від Тулчі, 132 км на північ від Констанци, 16 км на південний схід від Галаца.

## Населення
У 2009 році в комуні проживали 2374 особи.

## Зовнішні посилання
- Дані про комуну Векерень на сайті Ghidul Primăriilor [Архівовано 13 січня 2013 у Wayback Machine.]